# Deutsches Filmorchester Babelsberg
Das Deutsche Filmorchester Babelsberg (kurz: DFOB, im Englischen auch bekannt unter dem Namen German Film Orchestra Babelsberg) ist ein Orchester und Tonstudio mit Sitz im Studio Babelsberg in Potsdam. Es ist auf die Produktion von Film- und Gamemusik und Tonträgern spezialisiert und spielt regelmäßig Konzerte und wirkt in TV-Shows mit.

## Geschichte
Die Wurzeln des Deutschen Filmorchesters Babelsberg reichen bis in das Jahr 1918 zurück. Die Universum Film AG (Ufa) gründete in Babelsberg mit dem Ufa-Sinfonieorchester das erste Filmorchester Deutschlands.
Legendäre Stummfilme wie Fritz Langs Metropolis (1926), Carl Mayers Das Cabinet des Dr. Caligari (1920) und Walter Ruttmanns Berlin – Die Sinfonie der Großstadt (1927) wurden vom Orchester begleitet. Nach der Einführung des Tonfilms wurde 1932 der auch noch heute in Betrieb befindliche Aufnahmesaal errichtet. Es entstanden darin Meilensteine der Filmgeschichte wie Joseph von Sternbergs Der blaue Engel (1930), Wilhelm Thieles Die drei von der Tankstelle (1930) oder Die Feuerzangenbowle (1944) von Helmut Weiss sowie Kassenschlager, Revue- und Musikfilme der 1930er und 40er Jahre mit Stars wie Marlene Dietrich, Lilian Harvey, Zarah Leander, Marika Rökk, Hans Albers, Johannes Heesters oder Heinz Rühmann. Viele Ufa-Schlager, darunter die Welthits wie „Kann denn Liebe Sünde sein“, „Ich bin die fesche Lola“ und „Ein Freund, ein guter Freund“ wurden vom Orchester eingespielt und produziert.
Das Orchester überstand die Zeit des Zweiten Weltkriegs nahezu unbeschadet und konnte 1946 mit Gründung der Deutschen Film AG (DEFA) seine Arbeit am alten Standort in Babelsberg als studioeigenes Orchester der DEFA-Musikabteilung fortsetzen. Nahezu alle Produktionen der DEFA wurden mit dem Orchester eingespielt, darunter Filmklassiker wie Wolfgang Staudtes Die Mörder sind unter uns (1946), Heiner Carows Die Legende von Paul und Paula (1973), Peter Schamonis Frühlingssinfonie (1983) sowie alle Folgen der TV-Reihe Polizeiruf 110.
Nach der deutschen Wiedervereinigung gingen 1993 das DEFA-Sinfonieorchester und das Radio Berlin Tanzorchester unter dem Gründer Klaus Peter Beyer zusammen im neuen Klangkörper auf, firmierend unter dem heutigen Namen Deutsches Filmorchester Babelsberg (DFOB). Das DFOB setzt somit die Tradition seiner Vorgänger fort. Aufnahmen und Proben fanden 1993 bis 2007 im Funkhaus Nalepastraße statt. 2007 bezog das Orchester wieder die ursprünglichen Gebäude aus den 1930er Jahren inklusive des historischen Aufnahmesaals. Neue Räumlichkeiten für Proben und Verwaltung sowie weitere Studios mit neuestem technischen Standard befinden sich ebenfalls in den Gebäuden auf dem Filmgelände von Studio Babelsberg.
2018 feierte das Orchester sein 100-jähriges Bestehen.

## Die Arbeit
Im Bereich Film und Fernsehen beteiligte sich das Orchester an über 1000 Filmmusikproduktionen. In den letzten Jahrzehnten entstanden unter anderem Filme wie Die Apothekerin, Solo für Klarinette, Otto – Der Katastrofenfilm, Der Tanz mit dem Teufel, The Musketeer, Lauras Stern, 7 Zwerge – Männer allein im Wald, Der Clown, Anonymus, Er ist wieder da, Jeder stirbt für sich allein, Das kalte Herz, Tabaluga, Jim Knopf und Lukas der Lokomotivführer, Der Fall Collini, Jeder stirbt für sich allein, Jim Knopf und die wilde 13, Another Mother´s son, Ich bin dann mal weg, und Annette.
Das DFOB spielt Opernprojekte, Crossover-Programme und sinfonische Konzerte. Es präsentiert zudem ein großes Repertoire bekannter Stummfilme als „Film-Live-Konzerte“. 16 Jahre lang wurde die José Carreras Gala (MDR) in Leipzig vom Filmorchester begleitet. Auch bei den Elblandfestspielen Wittenberge ist das Orchester seit der Gründung im Jahre 2000 fester Partner mit jährlichen Fernsehaufzeichnungen (RBB, alle weiteren dritten Programme der ARD und 3sat).
Das Deutsche Filmorchester Babelsberg war an der Produktion von weit über 800 Tonträgern beteiligt. In den letzten Jahren folgten Aufnahmen von Orchesterbegleitungen für Peter Fox’ Solo-Album Stadtaffe und Alben von Silbermond, Söhne Mannheims, Udo Lindenberg, Rammstein sowie Polarkreis 18. Auch an internationalen Projekten von Künstlern und Künstlerinnen wie Celine Dion, Bryan Adams und Shania Twain war das Orchester beteiligt.
Zwischen 2007 und 2010 nahm das DFOB zusammen mit zahlreichen Bands und Solisten aus der früheren DDR am Projekt Ost-Rock Klassik teil. Daneben veranstaltete radioEINS 2010 Radiokonzerte mit dem Filmorchester und Keimzeit sowie Selig. 2009 spielten sie auf dem Album Low Voltage der Band The BossHoss und der folgenden Tournee.
Außerdem nimmt das Deutsche Filmorchester Babelsberg Musik für Computerspiele auf. Zuletzt die Titel Balan Wonderworld (2021) und Final Fantasy: Brave Exvius (2019) des Publishers Square Enix.
Mit der benachbarten Filmuniversität Babelsberg finden Kooperationen statt, so dass Filmstudierende bei ihren ersten Arbeiten und Kurzfilmen schon früh in Kontakt mit dem Orchester kommen.
Intendant und Gründer ist Klaus-Peter Beyer. Chefdirigent war von 1999 bis 2003 Scott Lawton. Lawtons Vorgänger waren Frank Strobel (1995 bis 1998) und Bernd Wefelmeyer (bis 1995). Ständige Gastdirigenten sind derzeit Robert Reimer, Christian Köhler und Matt Dunkley.

## Diskografie (Auswahl)

### Alben
| Jahr | Titel                                                | Interpret(en) |
| ---- | ---------------------------------------------------- | --- |
| 1997 | Belcanto                                             | Udo Lindenberg |
| 1997 | Balance                                              | Karat |
| 1998 | Zeitmaschine                                         | Udo Lindenberg |
| 1999 | 17 Millimeter                                        | Hildegard Knef |
| 2000 | Zion                                                 | Söhne Mannheims |
| 2001 | Mutter                                               | Rammstein |
| 2001 | Romantik                                             | Element of Crime |
| 2002 | A New Day Has Come                                   | Celine Dion |
| 2002 | Up!                                                  | Shania Twain |
| 2002 | Macht Liebe                                          | Rosenstolz |
| 2002 | 20 Jahre – Nena feat. Nena                           | Nena |
| 2003 | Leave the Light On                                   | Beth Hart |
| 2004 | Reise, Reise                                         | Rammstein |
| 2004 | Noiz                                                 | Söhne Mannheims |
| 2004 | Verschwende deine Zeit                               | Silbermond |
| 2005 | Nord Nord Ost                                        | Subway to Sally |
| 2005 | Colour Me Kubrik                                     | Bryan Adams |
| 2006 | Laut gedacht                                         | Silbermond |
| 2006 | Tagtraum                                             | Schiller |
| 2007 | Das optimale Leben                                   | Annett Louisan |
| 2008 | Stadtaffe                                            | Peter Fox |
| 2008 | Cantus Bruanus II                                    | Corvus Corax |
| 2008 | The Colour of Snow                                   | Polarkreis 18 |
| 2009 | Liebe ist für alle da                                | Rammstein |
| 2009 | Alles kann besser werden                             | Xavier Naidoo |
| 2009 | Krieger des Lichts                                   | Silbermond |
| 2010 | Frei                                                 | Polarkreis 18 |
| 2010 | In Farbe                                             | Revolverheld |
| 2010 | Low Voltage                                          | The BossHoss |
| 2011 | Der ganz normale Wahnsinn                            | Udo Jürgens |
| 2011 | Barrikaden von Eden                                  | Söhne Mannheims |
| 2012 | Affären                                              | Roland Kaiser |
| 2013 | The Mystery of Time                                  | Avantasia |
| 2014 | Mitten im Leben                                      | Udo Jürgens |
| 2014 | Ich lasse mir das Singen nicht verbieten             | Hape Kerkeling |
| 2014 | Zusammen                                             | Keimzeit |
| 2015 | Leichtes Gepäck                                      | Silbermond |
| 2015 | Eddie Gaunt                                          | Eddie Gaunt |
| 2015 | Resonance                                            | VNV Nation |
| 2016 | Six Cycles                                           | Matt Dunkley |
| 2016 | Ein Wintermärchen – Weihnachtslieder aus Deutschland | Deutsches Filmorchester Babelsberg, Max Raabe, Gregor Meyle, Katharina Thalbach, Cassandra Steen, Thomas Quasthoff, Albrecht Mayer |
| 2017 | WIRE                                                 | Rhonda |
| 2017 | Three Worlds: Music from Woolf Works                 | Max Richter |
| 2017 | Zwischen den Sekunden                                | Alexa Feser |
| 2018 | Cycles 7–17                                          | Matt Dunkley |
| 2019 | Voyager – Essential Max Richter                      | Max Richter |
| 2019 | Werkzeugkasten                                       | Anna Loos |
| 2020 | Punkt.                                               | Balbina |
| 2023 | A Night at the Philharmonie Berlin                   | Alphaville & Deutsches Filmorchester Babelsberg                                                                                    |
| 2024 | Mia Brentano’s American Diary                        | Benyamin Nuss (Klavier), Deutsches Filmorchester Babelsberg, Christian Köhler (Dirigent), Klaus Martin Kopitz (Synthesizer u. a.)  |

### Singles
| Jahr | Titel                              | Interpret(en)                  |
| ---- | ---------------------------------- | ------------------------------ |
| 2005 | Wir sind wir (Ein Deutschlandlied) | Paul van Dyk und Peter Heppner |
| 2008 | Allein Allein                      | Polarkreis 18                  |

## Filmografie (Auszug)
| Titel                                                        | Jahr | Komponist                                              |
| ------------------------------------------------------------ | ---- | ------------------------------------------------------ |
| Metropolis                                                   | 1927 | Gottfried Huppertz                                     |
| Die Feuerzangenbowle                                         | 1944 | Werner Bochmann                                        |
| Les milles – Gefangen im Lager (Les Milles)                  | 1995 | Alexandre Desplat                                      |
| Victory                                                      | 1996 | Richard Hartley                                        |
| Die Apothekerin                                              | 1997 | Ludwig Eckmann, Maximilian Geller                      |
| Liebe deine Nächste                                          | 1998 | Stefan Fischer, Ralf Wienrich                          |
| Solo für Klarinette                                          | 1998 | Nikolaus Glowna                                        |
| Otto – Der Katastrofenfilm                                   | 2000 | Darius Zahir                                           |
| Snow White                                                   | 2001 | Michael Conventino, Robert Muzingo                     |
| Lauras Stern                                                 | 2004 | Hans Zimmer, Nick Glennie-Smith, Henning Lohner        |
| Casanova                                                     | 2005 | Alexandre Desplat                                      |
| 7 Zwerge – Der Wald ist nicht genug                          | 2006 | Joja Wendt                                             |
| Wickie und die starken Männer                                | 2009 | Ralf Wengenmayr                                        |
| Ninja Assassin                                               | 2009 | Ilan Eshkeri                                           |
| Anonymous                                                    | 2011 | Thomas Wandler, Harald Kloser                          |
| Disconnect                                                   | 2012 | Max Richter                                            |
| The Last Days on Mars                                        | 2013 | Max Richter                                            |
| The Congress                                                 | 2013 | Max Richter                                            |
| Der Hundertjährige, der aus dem Fenster stieg und verschwand | 2013 | Matti Bye                                              |
| Der Medicus                                                  | 2013 | Ingo Ludwig Frenzel                                    |
| The Leftovers                                                | 2014 | Max Richter                                            |
| Hectors Reise oder die Suche nach dem Glück                  | 2014 | Dan Mangan, Jesse Zubot                                |
| Escobar: Paradise Lost                                       | 2014 | Max Richter                                            |
| Wie Brüder im Wind                                           | 2015 | Sarah Class                                            |
| Muhammad: The Messenger of God                               | 2015 | A.R. Rahman                                            |
| Ich bin dann mal weg                                         | 2015 | Alexander Geringas, Joachim Schlüter, Matthias Petsche |
| Er ist wieder da                                             | 2015 | Enis Rothoff                                           |
| Hitman: Agent 47                                             | 2015 | Marco Beltrami                                         |
| Jeder stirbt für sich allein                                 | 2016 | Alexandre Desplat                                      |
| Timeless                                                     | 2016 | Robert Duncan                                          |
| Sleepless                                                    | 2017 | Michael Kamm                                           |
| Jim Knopf und Lukas der Lokomotivführer                      | 2018 | Ralf Wengenmayr                                        |
| Asphaltgorillas                                              | 2018 | Bowen Liu, Pierre Baigorry, Torsten Reibold            |
| Der Fall Collini                                             | 2019 | Ben Lukas Boysen                                       |
| Love, Death & Robots                                         | 2019 | Maxime Hervé                                           |
| Deutschstunde                                                | 2019 | Lorenz Dangel                                          |
| Ad Astra                                                     | 2019 | Max Richter, Lorne Balfe                               |
| Enkel für Anfänger                                           | 2020 | Helmut Zerlett                                         |
| Die Wolf-Gäng                                                | 2020 | Andreas Weidinger                                      |
| Die Heinzels                                                 | 2020 | Alex Komlew                                            |
| Jim Knopf und die Wilde 13                                   | 2020 | Marvin Miller, Ralf Wengenmayr                         |
| Gott, du kannst ein Arsch sein                               | 2020 | Michael Regner                                         |
| Der Boandlkramer und die ewige Liebe                         | 2021 | Marvin Miller, Ralf Wengenmayr                         |
| Tides                                                        | 2021 | Lorenz Dangel                                          |
| Arlo the Alligator Boy                                       | 2021 | Alex Geringas                                          |
| Annette                                                      | 2022 | Sparks                                                 |